# Bochs
Bochs (вимовляється як «бокс») — це портативний IA-32 і x86-64 емулятор і дебагер, сумісний з IBM PC, написаний переважно на C++ і розповсюджується як вільне програмне забезпечення за ліцензією GNU Lesser General Public License. Він підтримує емуляцію процесора(ів) (включаючи protected mode), пам'ять, диски, дисплей, Ethernet, BIOS та загальнодоступне обладнання PCs.
За допомогою емулятора можна запустити багато гостьових операційні системи, включаючи DOS, декілька версій Microsoft Windows, BSDs, Linux, Xenix та Rhapsody (попередник Mac OS X). Bochs працює на багатьох основних операційних системах, включаючи Android, Linux, macOS, PlayStation 2, Windows, та Windows Mobile.

Bochs в основному використовується для розробки операційних систем (коли емульована операційна система зависає, вона не зависає основна операційна система, тому емульовану ОС можна відлагодити) і для запуску інших гостьових операційних систем вже на працюючій основній операційній системі. Він також може використовуватися для запуску старого програмного забезпечення — такого як комп'ютерні ігри — 